# Ryōya Morishita
Ryōya Morishita (森下 龍矢?, Morishita Ryōya; Shizuoka, 11 aprile 1997) è un calciatore giapponese, difensore del Legia Varsavia.

## Carriera

### Club
Il 9 gennaio 2024 viene ceduto in prestito al Legia Varsavia. Il 17 dicembre seguente viene riscattato dal club polacco.

### Nazionale
Il 10 giugno 2025, alla terza presenza complessiva, realizza la sua prima rete con la nazionale maggiore nella partita di qualificazione per i Mondiali 2026 vinta 6-0 contro l'Indonesia.

## Statistiche

### Cronologia presenze e reti in nazionale
| Cronologia completa delle presenze e delle reti in nazionale ― Giappone | Cronologia completa delle presenze e delle reti in nazionale ― Giappone | Cronologia completa delle presenze e delle reti in nazionale ― Giappone | Cronologia completa delle presenze e delle reti in nazionale ― Giappone | Cronologia completa delle presenze e delle reti in nazionale ― Giappone | Cronologia completa delle presenze e delle reti in nazionale ― Giappone | Cronologia completa delle presenze e delle reti in nazionale ― Giappone | Cronologia completa delle presenze e delle reti in nazionale ― Giappone |
| Data                                                                    | Città                                                                   | In casa                                                                 | Risultato                                                               | Ospiti                                                                  | Competizione                                                            | Reti                                                                    | Note                                                                    |
| ----------------------------------------------------------------------- | ----------------------------------------------------------------------- | ----------------------------------------------------------------------- | ----------------------------------------------------------------------- | ----------------------------------------------------------------------- | ----------------------------------------------------------------------- | ----------------------------------------------------------------------- | ----------------------------------------------------------------------- |
| 15-6-2023                                                               | Toyota                                                                  | Giappone                                                                | 6 – 0                                                                   | El Salvador                                                             | Amichevole                                                              | -                                                                       |                                                                         |
| 1-1-2024                                                                | Tokyo                                                                   | Giappone                                                                | 5 – 0                                                                   | Thailandia                                                              | Amichevole                                                              | -                                                                       | 68’                                                                     |
| 10-6-2025                                                               | Suita                                                                   | Giappone                                                                | 6 – 0                                                                   | Indonesia                                                               | Qual. Mondiali 2026                                                     | 1                                                                       | 69’                                                                     |
| Totale                                                                  |                                                                         | Presenze                                                                | 3                                                                       |                                                                         | Reti                                                                    | 1                                                                       |                                                                         |

## Palmarès

### Club

#### Competizioni nazionali
- Coppa J.League: 1

Nagoya Grampus: 2021
- Coppa di Polonia: 1

Legia Varsavia: 2024-2025

### Nazionale
- Universiade: 1

2019